# Poromitra crassiceps
Poromitra crassiceps es un pez abisal del género Poromitra.

## Descripción
P. crassiceps se identifica ocasionalmente como el pez cabeza de cresta más grande; si bien se han encontrado especímenes de hasta 18 cm de longitud máxima, normalmente mide 14,8 cm. Es un pez batipelágico que alcanza profundidades de 164-2730 m. Puede vivir hasta 9 años.
Aunque casi ninguna luz penetra a las profundidades marinas desde la superficie, el pez escama crestado ha desarrollado características que lo hacen prácticamente invisible. Al igual que otros peces de aguas profundas, necesita evitar ser visto por sus depredadores, algunos de los cuales cazan presas creando su propia luz mediante bioluminiscencia. El pez escama crestado logra su invisibilidad gracias a una piel que absorbe la luz con gran eficiencia. El pigmento se concentra en gránulos que se agrupan en melanóforos que cubren prácticamente toda la dermis. Esto absorbe casi toda la luz entrante, y cualquier luz restante que se dispersa lateralmente es absorbida por los gránulos. Los melanóforos también cubren las escamas grandes, pero estas se desprenden con facilidad, y cualquier depredador que se acerque lo suficiente puede terminar con la boca llena de escamas. En total, la absorción de la luz cuenta con una eficiencia del 99,5%, lo que dificulta enormemente fotografiar a este pez en su hábitat natural.